# Léonid Kouzmine
Pour les articles homonymes, voir Kouzmine.
 (décembre 2023).
 (décembre 2023).
La mise en forme du texte ne suit pas les recommandations de Wikipédia : il faut le « wikifier ».
Les points d'amélioration suivants sont les cas les plus fréquents. Le détail des points à revoir est peut-être précisé sur la page de discussion.
- Les titres sont pré-formatés par le logiciel. Ils ne sont ni en capitales, ni en gras.
- Le texte ne doit pas être écrit en capitales (les noms de famille non plus), ni en gras, ni en italique, ni en « petit »…
- Le gras n'est utilisé que pour surligner le titre de l'article dans l'introduction, une seule fois.
- L'italique est rarement utilisé : mots en langue étrangère, titres d'œuvres, noms de bateaux, etc.
- Les citations ne sont pas en italique mais en corps de texte normal. Elles sont entourées par des guillemets français : « et ».
- Les listes à puces sont à éviter, des paragraphes rédigés étant largement préférés. Les tableaux sont à réserver à la présentation de données structurées (résultats, etc.).
- Les appels de note de bas de page (petits chiffres en exposant, introduits par l'outil «  Source ») sont à placer entre la fin de phrase et le point final[comme ça].
- Les liens internes (vers d'autres articles de Wikipédia) sont à choisir avec parcimonie. Créez des liens vers des articles approfondissant le sujet. Les termes génériques sans rapport avec le sujet sont à éviter, ainsi que les répétitions de liens vers un même terme.
- Les liens externes sont à placer uniquement dans une section « Liens externes », à la fin de l'article. Ces liens sont à choisir avec parcimonie suivant les règles définies. Si un lien sert de source à l'article, son insertion dans le texte est à faire par les notes de bas de page.
- La présentation des références doit suivre les conventions bibliographiques. Il est recommandé d'utiliser les modèles {{Ouvrage}}, {{Chapitre}}, {{Article}}, {{Lien web}} et/ou {{Bibliographie}}. Le mode d'édition visuel peut mettre en forme automatiquement les références.
- Insérer une infobox (cadre d'informations à droite) n'est pas obligatoire pour parachever la mise en page.

Pour une aide détaillée, merci de consulter Aide:Wikification.
Si vous pensez que ces points ont été résolus, vous pouvez retirer ce bandeau et améliorer la mise en forme d'un autre article.
Léonid Léonidovitch Kouzmine né le 13 octobre 1891 (25 octobre dans le calendrier grégorien) à Roslavl et mort le 13 mars 1951 à Helsinki, est un artiste russe, peintre et sculpteur. Il est l'un des participants au mouvement futuriste russe (avec son frère, éditeur Georgy Kouzmine) et le cofondateur de la Société des artistes russes en Finlande (en 1933). Il est également le fondateur et premier président de l'Union culturelle et démocratique russe en Finlande (en 1945) .

## Biographie

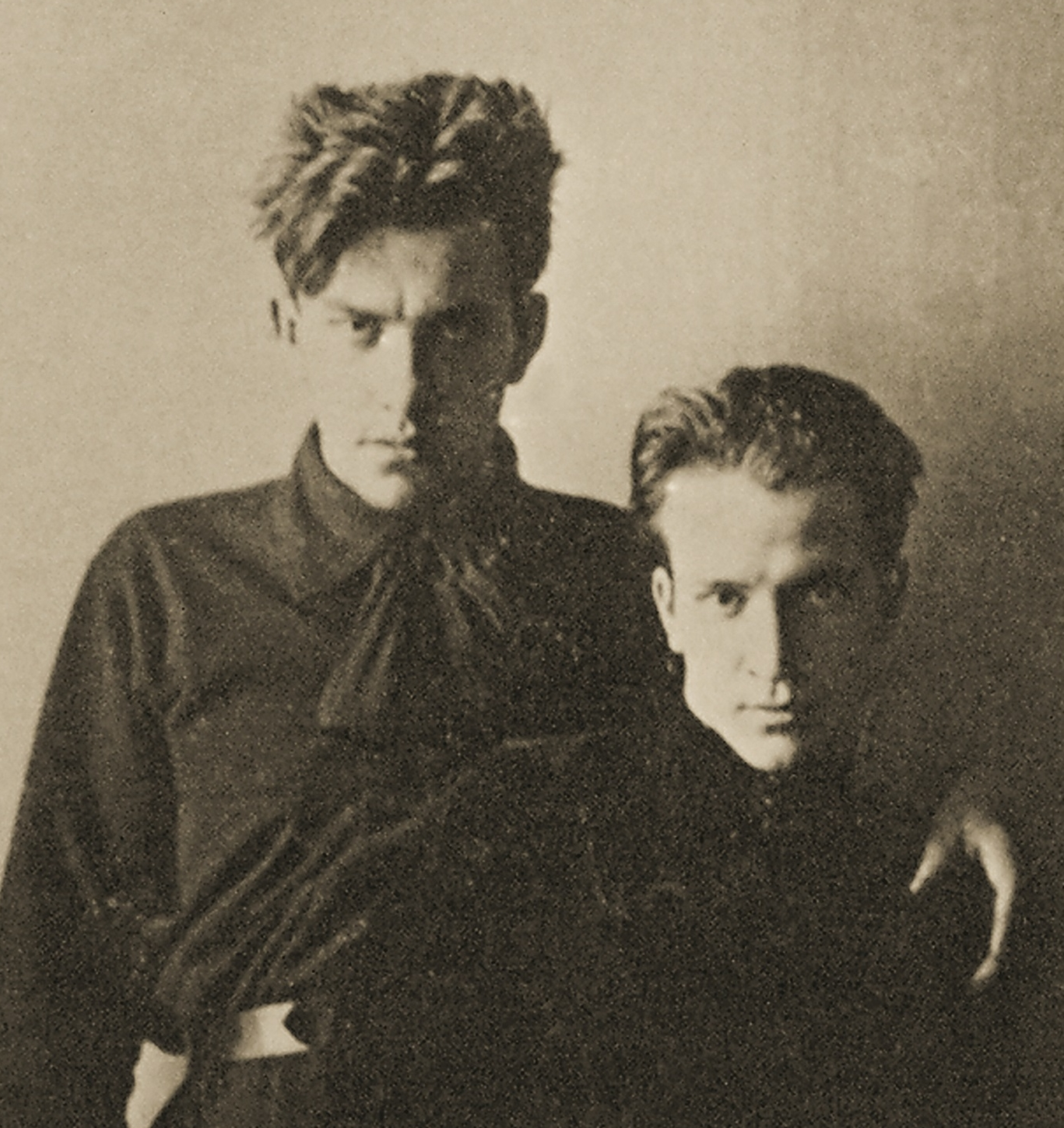
Vladimir Maïakovski (à gauche) et Léonid Kouzmine (1912).

Léonid Kouzmine est issu d’une famille de chef de la garnison de Varsovie L. S. Kouzmine (décédé en 1898). Sa mère Maria Mikhaïlovna Kouzmina (décédée en 1925 à Paris) était femme au foyer et son frère aîné, Georgy, était aviateur. Dès son plus jeune âge, Léonid Kouzmine s'intéresse à l'art et en 1910, après avoir obtenu son diplôme du corps de cadets de Vladimir Kiev , il s'inscrit à un cours à l'atelier de l'artiste Piotr Ivanovitch Keline, où il rencontre et se lie d'amitié avec Vladimir Maïakovski. Après des cours préparatoires avec Keline et Maïakovski, Kouzmine et ces deux derniers s'inscrivent simultanément dans deux établissements d'enseignement prestigieux : l'École de peinture, de sculpture et d'architecture de Moscou et l'Académie impériale des arts de Saint-Pétersbourg. Kouzmine n'a pas été accepté dans le premier et Maïakovski n'est pas entré dans le second. D’après les mémoires de L. A. Evreïnova, élève de l’atelier de Kelind en 1910 :

« Maïakovski et son amie Lionia Kouzmine, un jeune homme timide de petite taille, se rendirent immédiatement après les examens (à Moscou) à Saint-Pétersbourg : ils décidèrent de suivre en même temps l'Académie des Arts. Les amis ont été informés des résultats des examens de Moscou par télégramme : "Le grand est entré, le petit non" »

En 1911, Léonid Kouzmine s'installe à Saint-Pétersbourg et entre au département de sculpture de l'Académie impériale des arts en tant qu'étudiant bénévole.

### Futuristes

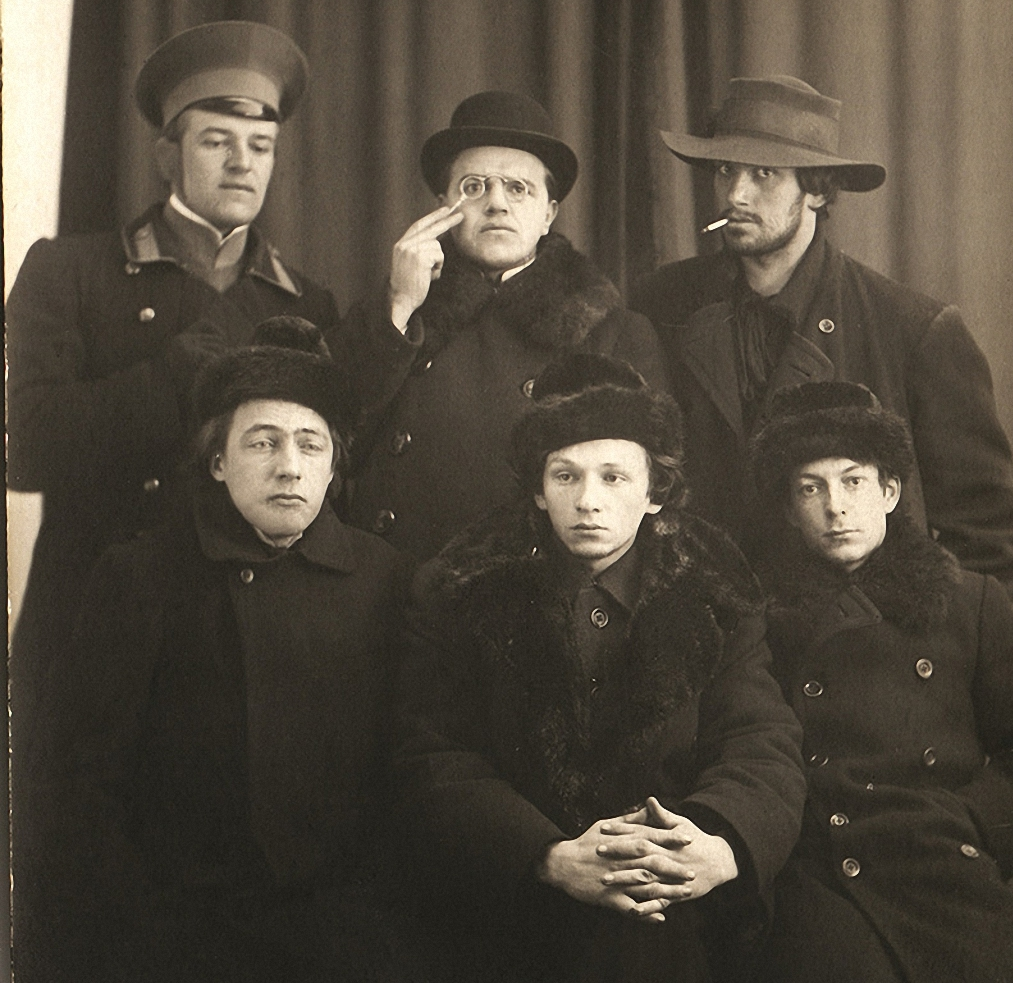
Photo du manifeste Une gifle au goût du public Assis : V.V. Khlebnikov, G.L. Kouzmine, S.D. Dolinski
Debout : N.D. Burliouk, D.D. Burliouk, V.V. Maïakovski

Pendant l'été de 1912, Léonid Kouzmine rends visite à ses proches à la datcha, où il présente Vladimir Maïakovski et Alexeï Kroutchenykh à son frère aîné Georgy Kouzmine et à son ami musicien Sergueï Dolinsky. Maïakovski et Kroutchenykh étaient à cette époque déjà largement connus dans le milieu d'avant-garde moscovite et, avec d'autres futuristes, ils allaient publier « leur idée », Une gifle au goût du public. Alexeï Kroutchenykh dans son livre Notre sortie: vers l'histoire du futurisme russe rappelle :

« À l'été 1912, avec Maïakovski, j'ai loué une datcha au Straw Lodge[Quoi ?], près de Petrovsko-Razoumovsky. Juste là, à proximité, à 1 ou 2 maisons, vivaient l'aviateur G. Kouzmine et le musicien S. Dolinsky. Profitant du fait qu'ils étaient tous deux sincèrement intéressés par le nouvel art et nous traitaient très bien, Maïakovski a commencé à les persuader de publier notre « idée originale » - La Gifle. Le livre était déjà prêt, mais le « Valet de Carreau » nous a trahis. Et Kouzmine, un pilote, un homme de premier plan, a déclaré :

- Je vais prendre un risque. Je parierai sur toi dans l'ordinaire !

Nous étions tous heureux.

- Hourra! L'aviation a gagné !

En effet, l'éditeur a gagné : La Gifle s'est rapidement épuisé et était déjà vendu comme une rareté en 1913. »

À la veille de la publication du livre, un célèbre manifeste futuriste a été publié. Sur la photographie accompagnant le manifeste, Georgy Kouzmine et Sergueï Dolinsky sont au premier rang.

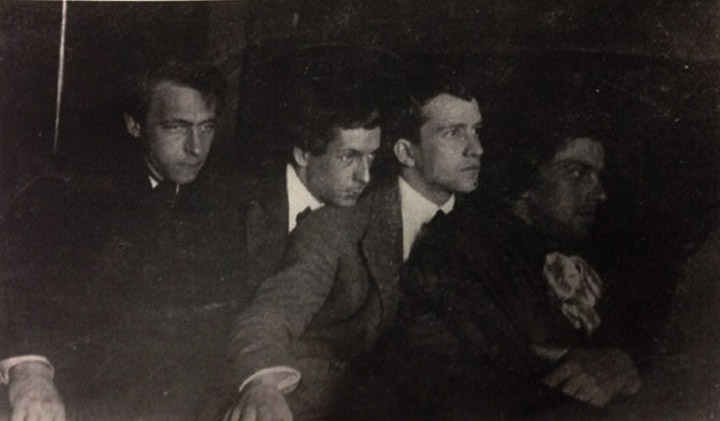
V.V. Khlebnikov, S.D. Dolinski, L.L. Kouzmine, V.V. Maïakovski (de gauche à droite).

En remerciement à la famille Kouzmine pour la publication du recueil et du manifeste, Velimir Khlebnikov dédie le poème Le procès de la vieille année à la mère de Léonid et Georgy. Il lit l'ouvrage dans l'appartement moscovite des Kouzmine dans la nuit du 31 décembre au 1er janvier 1912-13. La « pièce » a été présentée à la maîtresse de maison avec une inscription : les poèmes ont été écrits par Marya Mikhailovna Kouzmina . 
Plus tard en 1917, Georgy Kouzmine rejoint la Société des présidents du globe de Velimir Khlebnikov. La publication de La Gifle marque le début de la collaboration des frères Kouzmine et de S. Dolinsky avec les futuristes et, en particulier, avec la maison d'édition d'Alexeï Kroutchenykh « EUY », qui se poursuit jusqu'en 1914. Or les Kroutchenykhs ne disposent pas de suffisamment de fonds propres pour les activités d'édition, c'est donc le soutien financier de G. L. Kouzmine et S. D. Dolinsky qui rend possible l'existence de la maison d'édition. Les livres sont imprimés, pour la plupart, en petites éditions (300 à 480 exemplaires) dans de petits établissements lithographiques de Moscou et de Saint-Pétersbourg. Les principaux « clients » de la maison d'édition sont les futuristes eux-mêmes, qui font partie du groupe Hyley (groupe). Les « Giléens » appellent leurs livres lithographiés « auto-lettrage » (selon les mots de Velimir Khlebnikov). Les artistes dessinent non seulement des illustrations, mais aussi des polices de caractères. Les publications ressemblent à des chroniques anciennes. L’« anti-livre » futuriste a détruit les schémas esthétiques et les stéréotypes de perception avec du papier bon marché, des couvertures en carton et des brochures négligentes. Aujourd'hui, ces publications sont considérées comme très rares. La maison d'édition a également publié le premier recueil de poèmes de Vladimir Maïakovski, Ia.
En 1914, lorsque la Première Guerre mondiale éclate, Léonid Kouzmine est appelé au front, où il sert comme pilote militaire. Malgré son service forcé, il obtient en 1917 une médaille d'or à l'Académie impériale des arts. En 1918-1919, il dirige l'un des départements de l'Ermitage.

### Émigration vers la Finlande

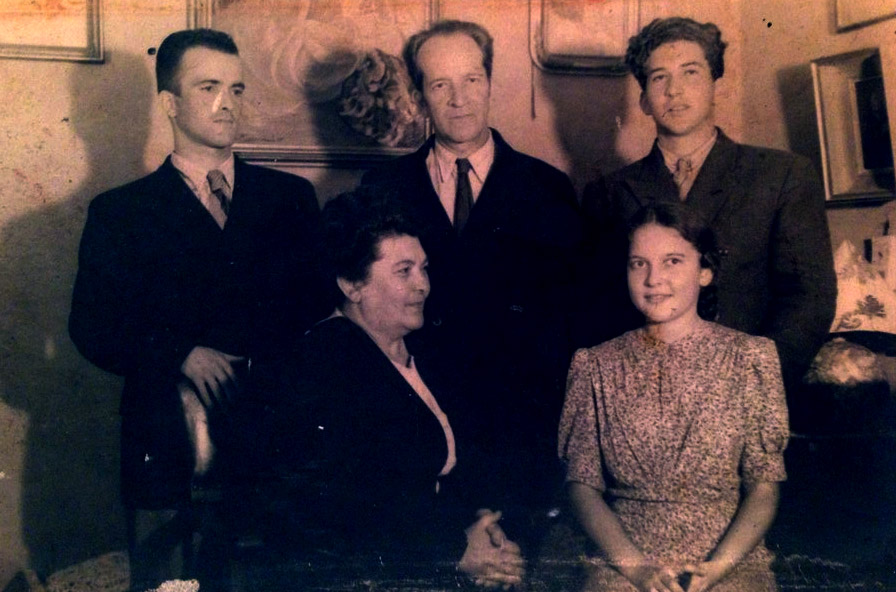
Léonid Kouzmine avec sa famille, en Finlande.

En 1920, Léonid Kouzmine et sa famille s'installent en Finlande. Plus tard, son frère Georgy et sa mère Maria Mikhaïlovna émigrent à Paris. En 1933, il devient l'un des fondateurs de la Société des artistes russes en Finlande et participe à ses expositions annuelles, où il expose principalement des portraits et des paysages pittoresques. En 1936-1938, Kouzmine expose à Paris au Salon des Indépendants.
En 1939, avec le déclenchement des hostilités de l'URSS contre la Finlande, les activités de la société cessent et ne redeviennent actives qu'après la guerre.
En 1945, après la fin de la guerre, la Société des artistes russes de Finlande, qui avait suspendu ses activités, se transforme en Union des artistes russes. L'année suivante, cette organisation devient membre collectif de l'Union culturelle et démocratique russe , dont le fondateur et premier président était également Léonid Léonidovitch Kouzmine (jusqu'en 1946).
Léonid Léonidovitch Kouzmine est décédé le 13 mars 1951. Il a été enterré au cimetière russe d'Helsinki.

### Famille
L'épouse de Léonid Léonidovitch Kouzmine, Nina Grigorievna Kouzmina (Volkova) (née le 8 février 1889 (20 février dans le calendrier grégorien) (Derpt, gouvernement de Livonie, aujourd'hui Tartu) - 1951 (Finlande)) est également artiste. Ils se sont rencontrés à l'Académie impériale des arts, où tous deux sont bénévoles au département de sculpture. Après avoir obtenu leur diplôme de l'académie, ils se marient en 1918.
Ils ont trois enfants : Georgy, Leonid et Svetlana. 
Leonid travaille comme designer, bijoutier et graveur. En 1955, lui et sa famille retournent en URSS, où il dirige l'un des groupes de conception de l'usine automobile de Gorki.  Il travaille ensuite comme présentateur pour la Société nationale de radiodiffusion et de télévision de Moscou pendant plus de 30 ans .
Petits-enfants : T. L. Kouzmina, L. L. Kouzmine, G. L. Kouzmine. On sait que les successeurs de la dynastie artistique sont Grigory Léonidovitch Kouzmine (né en 1955), et Denis Semionov (né en 1985) , artiste.

## Les albums de Kouzmine
Dans son livre Livres du cubo-futurisme russe, deuxième édition augmentée, Vladimir Polyakov, célèbre chercheur du futurisme russe, parle des albums photographiques de l'aviateur Georgy Kouzmine, frère de Léonid  Léonidovitch Kouzmine. 
Les albums ont changé de nombreuses fois de propriétaires. Ils ont été conservés par l'actrice et couturière M.P. Bolotovskaïa, qui les a reçus du célèbre maquilleur hollywoodien des années 50-60 Boris Karabanov. 
Selon le chercheur, les « albums de Kouzmine », outre les photographies de famille, contiennent de nombreuses photographies d'artistes russes d'avant-garde, dont une photo unique de Velimir Khlebnikov avec un crâne à la main, que le poète lui-même considère comme une preuve de son « mariage avec la mort » et qu'il mentionne dans l'un de ses premiers poèmes (« J'ai traversé le golfe de Soudak à la nage... »).